# Ґасконейд (округ, Міссурі)
Шаблон:StateAbbr_ 38°26′ пн. ш. 91°31′ зх. д. / 38.44° пн. ш. 91.51° зх. д.
Округ  Ґасконейд (англ. Gasconade County) — округ (графство) у штаті Міссурі, США. Ідентифікатор округу 29073.

## Історія
Округ утворений 1820 року.

## Демографія
За даними перепису 
2000 року 
загальне населення округу становило 15342 осіб, зокрема міського населення було 5216, а сільського — 10126.
Серед мешканців округу чоловіків було 7459, а жінок — 7883. В окрузі було 6171 домогосподарство, 4291 родин, які мешкали в 7813 будинках.
Середній розмір родини становив 2,95.
Віковий розподіл населення поданий у таблиці:
| Стать    | До 15 років | 15-21 | 22-29 | 30-39 | 40-49 | 50-65 | 65-85 | Понад 85 |
| -------- | ----------- | ----- | ----- | ----- | ----- | ----- | ----- | -------- |
| Чоловіки | 1533        | 690   | 563   | 1039  | 1188  | 1244  | 1077  | 125      |
| Жінки    | 1554        | 675   | 558   | 994   | 1083  | 1332  | 1361  | 326      |

## Суміжні округи
- Монтгомері — північ
- Воррен — північний схід
- Франклін — схід
- Кроуфорд — південний схід
- Фелпс — південь
- Меріс — південний захід
- Осейдж — захід
- Келлевей — північний захід

## Виноски
1. ↑  U.S. Decennial Census. United States Census Bureau. Архів оригіналу за 12 квітня 2013. Процитовано 15 листопада 2014.
2. ↑  Historical Census Browser. University of Virginia Library. Архів оригіналу за 11 серпня 2012. Процитовано 15 листопада 2014.
3. ↑  Population of Counties by Decennial Census: 1900 to 1990. United States Census Bureau. Архів оригіналу за 3 грудня 2014. Процитовано 15 листопада 2014.
4. ↑  Census 2000 PHC-T-4. Ranking Tables for Counties: 1990 and 2000 (PDF). United States Census Bureau. Архів оригіналу (PDF) за 18 грудня 2014. Процитовано 15 листопада 2014.
5. ↑  State & County QuickFacts. United States Census Bureau. Архів оригіналу за 7 червня 2011. Процитовано 8 вересня 2013.(англ.) Наведено за англійською вікіпедією.
6. ↑  American FactFinder. Бюро перепису населення США. Архів оригіналу за 26 лютого 2012. Процитовано 31 січня 2008. [Архівовано 2008-05-21 у Wayback Machine.]

| США | Це незавершена стаття з географії США. Ви можете допомогти проєкту, виправивши або дописавши її. |